# ال‌بی‌سی اکسپرس
ال‌بی‌سی اکسپرس (انگلیسی: LBC Express) شرکت لجستیک فیلیپینی است، که در سال ۱۹۴۵ تأسیس شد.